# کینگزول، انتاریو
کینگزول، انتاریو (به انگلیسی: Kingsville, Ontario) یک منطقهٔ مسکونی در کانادا است که در شهرستان اسکس، انتاریو واقع شده‌است. کینگزول ۲۱٬۵۵۲ نفر جمعیت دارد و ۲۰۰٫۰۰ متر بالاتر از سطح دریا واقع شده‌است.